# Tomitaro Nachi

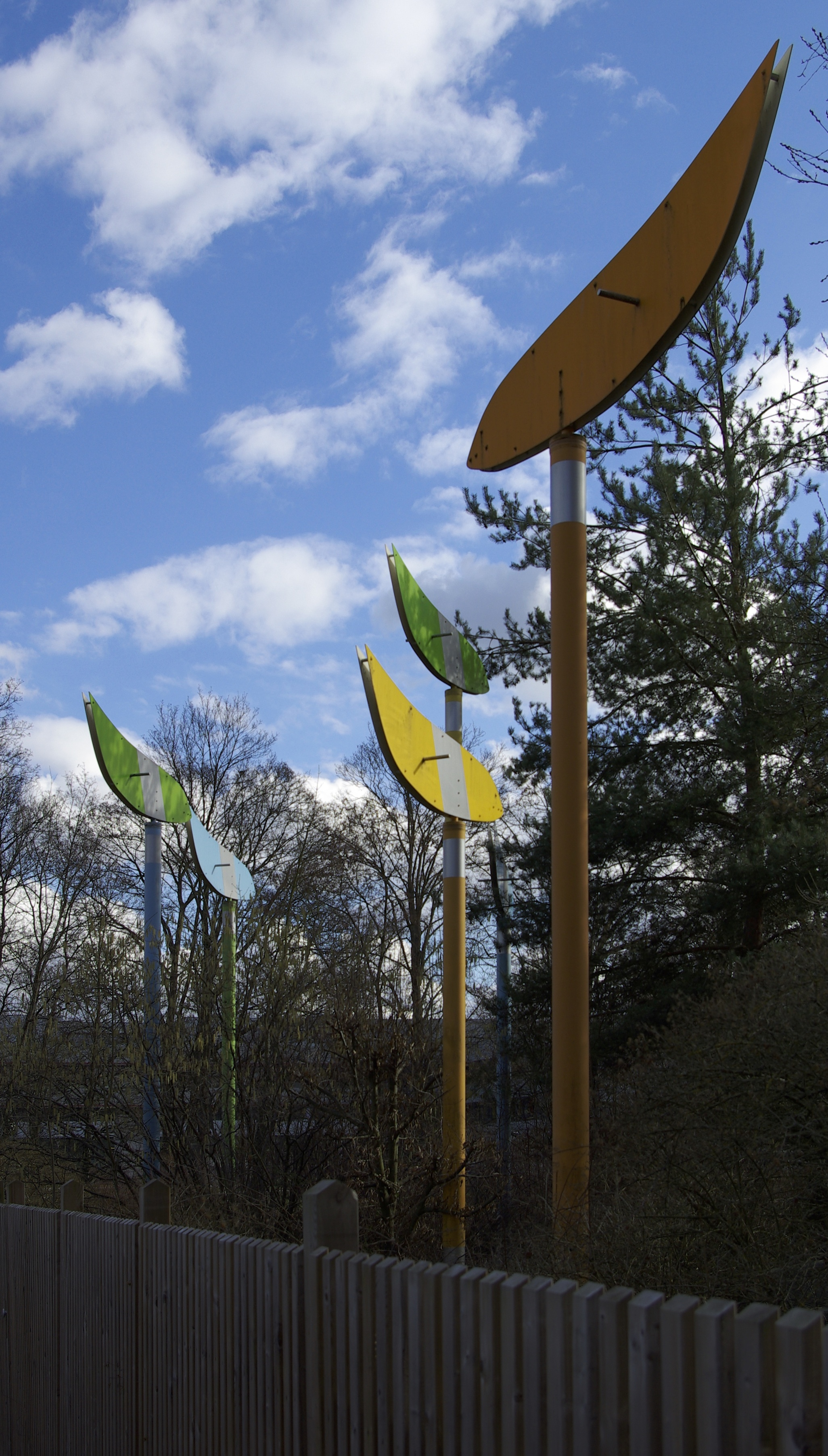
„Windspiel“ (1986) von Tomitaro Nachi in Erlangen

Tomitaro Nachi (japanisch 名知 富太郎 Nachi Tomitarō; * 7. Mai 1924 in Yokohama; † 7. März 2007 in Ulm) war ein japanisch-deutscher Künstler, der durch kinetische Licht- und Bewegungsobjekte bekannt geworden ist.

## Leben und Werk
Tomitaro Nachi wurde 1924 in Yokohama geboren und war Flugzeugkonstrukteur und Testpilot. Von 1947 bis 1961 leistete er Lehr- und Forschungstätigkeiten auf den Gebieten der Malerei, Bildhauerei, Produktdesign und Architektur an der Universität Tokio und der Universität Chiba. Tomitarō Nachi kam 1961 nach Ulm, um als freier Mitarbeiter an der Hochschule für Gestaltung Ulm tätig zu sein. Sein zentrales Thema war die Unendlichkeit.
Mit zahlreichen renommierten Ausstellungen, in denen er Objekte, Zeichnungen und Bilder zeigte, trat er an die Öffentlichkeit. Eine Serie von 1964 nennt er Tusche auf Stein. Als Entdecker der Lichtkinetik, ein Begriff, der von ihm geprägt wurde, schafft er visuelle Erlebnisse. Das Licht leuchtet auf, erlischt, dreht sich, fließt, funkelt, huscht daher und pulsiert.
Nachi platzierte eine Anzahl seiner Werke im öffentlichen Raum wie z. B.Unendlich vor dem Ulmer Museum und ein weiteres Werk mit dem Titel Unendlich auf dem Hochschul-Campus in Kempten (Allgäu) (1991), Windflügel in Huchting (Bremen), das Windspiel in Erlangen und sein bekanntestes Werk Windflügel vor dem Olympiazentrum Schilksee in Kiel. Über dem Grundsteinschacht der Universität Ulm auf dem oberen Eselsberg (Ulm) dreht sich seit 1976 eine in 31 kreisförmige, übereinander geschichtete Ringe aufgefächerte Aluminiumscheibe.

## Ausstellungen (Auswahl)

### Einzelausstellungen (Auswahl)
- 1969: Kunsthalle Basel, Basel
- 1974: Stedelijk Museum Amsterdam
- 1974: Hamburger Kunsthalle, Hamburg
- 1983: Ulmer Museum, Ulm
- 1984: Kunsthalle Nürnberg, Nürnberg

### Gruppenausstellungen (Auswahl)
- 1967: Licht-Bewegung-Farbe, Kunsthalle Nürnberg
- 1968: Osthaus Museum Hagen Hagen
- 1970: 35. Biennale von Venedig
- 1972: 36. Biennale von Venedig, Venedig
- 1974: Japan – Tradition und Gegenwart
- 1977: documenta 6, Kassel